# بریسکوو-فینکنهرد
بریسکوو-فینکنهرد (به آلمانی: Brieskow-Finkenheerd) یک شهر در آلمان است که در اودر-اشپری واقع شده‌است. بریسکوو-فینکنهرد ۲٬۵۹۳ نفر جمعیت دارد.